# Romantisme noir

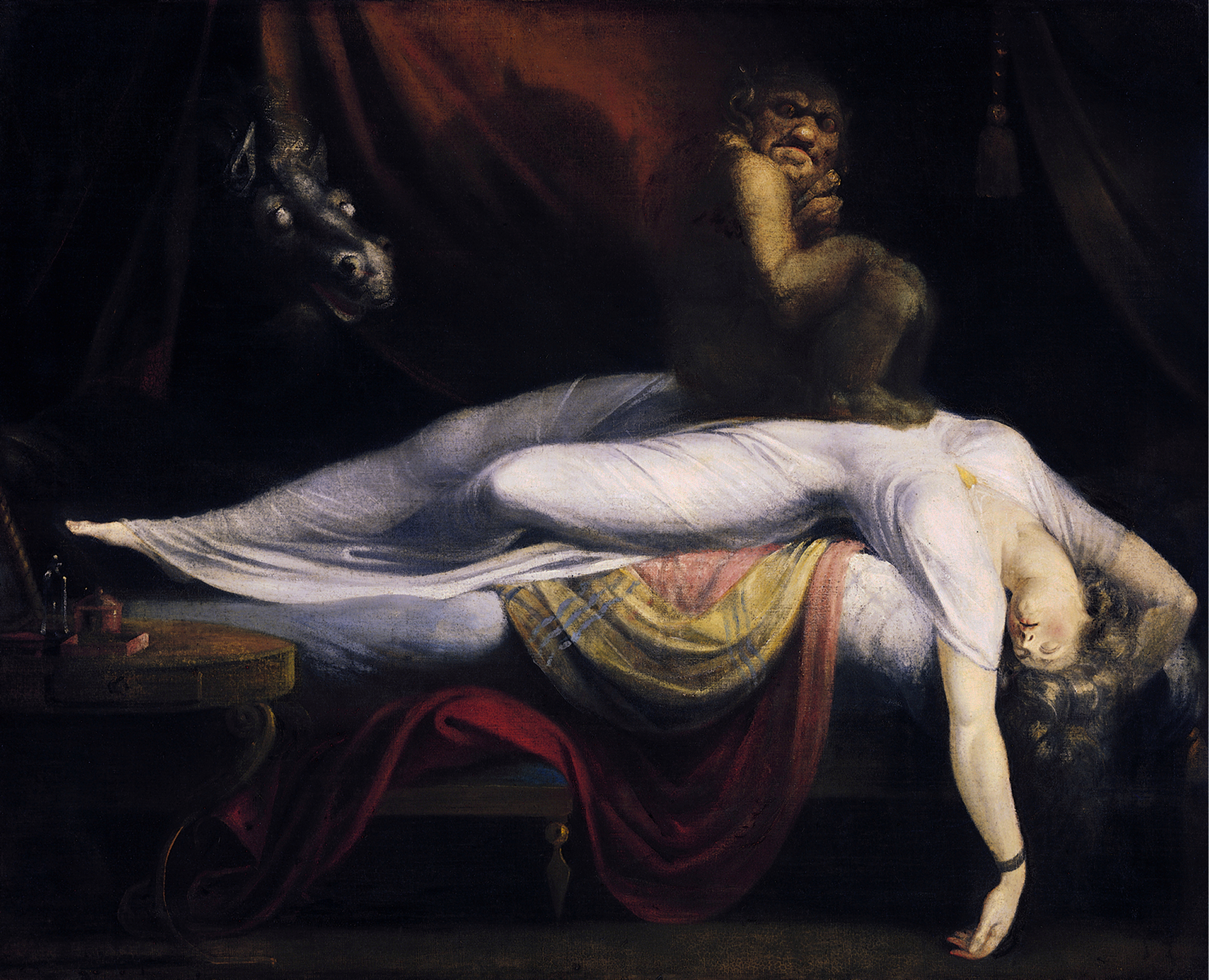
Le Cauchemar de Johann Heinrich Füssli, 1781.

Le romantisme noir est un sous-genre du romantisme en littérature et arts visuels. Dès ses premières formes à la fin du XVIIIe siècle, le romantisme s'équilibre entre, d'une part, une célébration du sublime et de l'euphorique et, de l'autre,  une fascination pour la mélancolie, la folie, le crime, les atmosphères macabres et angoissantes, marquées par la présence de fantômes, de vampires, de créatures surnaturelles. Le terme romantisme noir qualifie l'exacerbation de ce caractère sombre du romantisme. On doit ce nom au théoricien de la littérature Mario Praz dans son étude du genre, publiée en 1930, et intitulée La Carne, la morte et il diavolo nella letteratura romantica (traduit en 1933 en anglais sous le titre The Romantic Agony).

## Origines

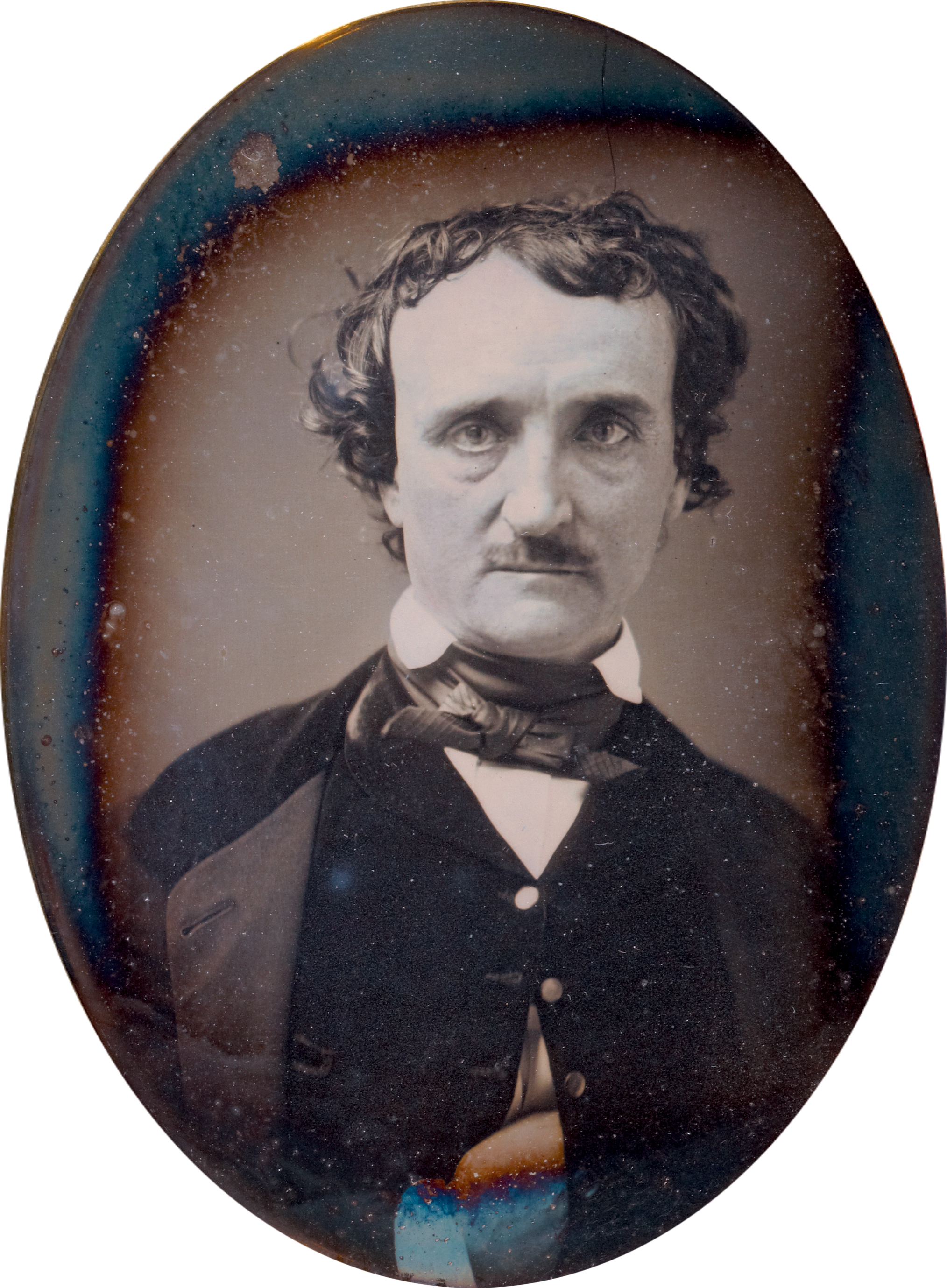
Edgar Allan Poe figure parmi les auteurs de romantisme noir les plus connus.

Genre aux origines incertaines, on en voit les premières formes dans le roman gothique britannique à la fin du XVIIIe siècle, avec des auteurs comme John Milton, Ann Radcliffe ou Mary Shelley. Les auteurs liés au romantisme noir sont souvent des représentants du romantisme frénétique, du roman gothique ou du décadentisme, et participent alors à l'équivocité des contours de ce genre littéraire. En France, deux des principaux représentants du courant sont Charles Nodier et Gérard de Nerval, dans des ouvrages comme Smarra ou Aurélia, récits mêlant onirisme et fantastique. Dans la littérature anglo-saxonne, le romantisme noir est particulièrement caractéristique des œuvres d'Edgar Allan Poe, de Washington Irving, de Sheridan Le Fanu, d'Herman Melville, ou de Nathaniel Hawthorne, entre autres.
Dans les arts plastiques, à la même époque, des peintres comme William Blake, Johann Heinrich Füssli, Caspar David Friedrich, Francisco Goya, entre autres, représentent des scènes inquiétantes, bien éloignées des canons néo-classiques alors dominants. Au milieu du XIXe siècle, Victor Hugo et  Antoine Wiertz produisent des images dans cet esprit.
En France, après 1918, ce sont les surréalistes qui vont remettre au goût du jour ce pan oubliée de la littérature, notamment avec la traduction d'Antonin Artaud du roman Le Moine de Matthew Gregory Lewis. L'héritage actuel du romantisme noir est, selon Martine Lavaud, « restée bloquée dans un monde de stéréotypes : c’est la postérité du vampirisme, la fixation sur des modèles esthétiques comme Dracula, la mode gothique… j’ai l’impression qu’elle s’est un peu pétrifiée et qu’elle a été réduite à des stéréotypes que les romantiques, en 1830, avaient déjà aperçus en s’en moquant un petit peu. »